# Porfobilinogeno
Il porfobilinogeno (PBG) è un pirrolo. Costituisce un intermedio del metabolismo delle porfirine (tra cui l'eme).